# Broekmolen (Streefkerk)
De Broekmolen in het Nederlandse dorp Streefkerk, gemeente Molenlanden, is een wipmolen met open scheprad en is in 1581 gebouwd ter bemaling van de afdeling Kortenbroek van de polder Streefkerk. De molen was tot 1951 in bedrijf. In 1957 is de Kleine Molen buiten bedrijf gesteld, maar was de polder verplicht de Broekmolen maalvaardig te houden. Eigenaar is sinds 1 februari 2008 de SIMAV, die de molen overnam van het waterschap Rivierenland.
In augustus 2008 werd de molen stilgezet. Het bovenhuis was gewoon helemaal op en versleten. Duidelijk was dat deze eraf moest om in de werkplaats van de molenmaker gerestaureerd te worden. In mei 2010 begon men eraan. Op 24 juni 2010 werd het bovenhuis eraf getakeld. Ruim anderhalf jaar later in de nacht van 13 op 14 oktober 2011 werd het nieuwe bovenhuis op de ondertoren geplaatst. In december 2011 was de molen weer maalvaardig. In augustus 2012 begon herstel aan de ondertoren. In februari 2013 werd deze restauratie afgerond.